# Ledong
Ledong (chiń. 乐东黎族自治县; pinyin: Lèdōng Lízú Zìzhìxiàn) – powiat autonomiczny mniejszości etnicznej Li w Chinach, w prowincji Hajnan. W 1999 roku liczył 468 834 mieszkańców.